# Болгаро-казахстанские отношения
Казахстанско-болгарские отношения — двусторонние дипломатические отношения между Республикой Казахстан и Республикой Болгария. Установлены 5 июня 1992 года. Страны участвуют в ряде международных структур, таких как ООН, ОБСЕ, ВТО и др.

## История
Посольство Болгарии в Казахстане начало действовать в январе 1994 года. Казахстанская дипломатическая миссия в Болгарии была учреждена в декабре 2004 года. 18 июля 2019 года указом президента дипломатическая миссия Казахстана была преобразована в посольство.
Первый президент Республики Болгария Желю Желев посетил Казахстан с официальным визитом в июле 1993 года.
Первый официальный визит президента Казахстана Нурсултана Назарбаева в столицу Болгарии состоялся 15—16 сентября 1999 года.
Второй президент Болгарии Георгий Пырванов совершил официальные визиты в Астану в сентябре 2003 года и декабре 2010 года.

## Экономическое сотрудничество
В 2013 году товарооборот между Болгарией и Казахстаном составил 163,5 млн долларов США. По заявлению посла Болгарии в Казахстане в 2014 году товарооборот между странами составил более 100 млн евро. В 2022 году товарооборот между странами составил 181,3 млн долларов США (экспорт Казахстана — 142,4 млн долларов США, импорт из Болгарии — 38,9 млн долларов США). В 2023 году — 95,1 млн долларов США (экспорт Казахстана — 27,3 млн долларов США, импорт из Болгарии — 67,9 млн долларов США).

## Болгары в Казахстане
На территории современного Казахстана болгары стали расселяться в XX веке. Часть их была переселена туда в годы правления Иосифа Сталина. Сегодня здесь проживают четыре тысячи болгар. Крупные болгарские диаспоры находятся в Павлодарской, Актюбинской, Атырауской областях. В целях сохранения национальных традиций и культуры болгар в Казахстане, в 1995 году был создан Болгарский культурный центр, участвующий в государственных культурных мероприятиях Казахстана.

## Списки послов

### Послы Казахстана в Болгарии
Список Чрезвычайных и Полномочных Послов Республики Казахстан в Республике Болгария (без учёта послов по совместительству и временных поверенных в делах):
1. Темиртай Избастин (2019—9 декабря 2022)
2. Виктор Темирбаев (9 декабря 2022—н. в.)

### Послы Болгарии в Казахстане
1. Йордан Тренчев (1994—1997)
2. Петар Иванов (1997—1999)
3. Димитр Деков (1999—2004)
4. Христина Петрова (2004—2005)
5. Иван Паров (2005—2006)
6. Никола Филчев (2006—2009)
7. Стоян Ризов (2009—2012)
8. Иван Димитров (2013—2014)
9. Иван Генов (2014—2015)
10. Васил Петков (2015—2019)
11. Боян Хаджиев (2020-н.в.)